# 全国短期大学案内 (教学社)
全国短期大学案内（ぜんこくたんきだいがくあんない）とは、教学社が発行している受験用の出版物である。毎年概ね7月頃に発行されている。同じタイトル名で梧桐書院からも発行されているが、それと異なる点は以下の通りとなっている。
- 一部の短期大学でキャンパスや学生・風景などの写真が載せられていること。
- 具体的な就職先の企業名が記載されていること。
- 本末に文部科学省所轄外の短期大学校についても紹介されていること（主に職業能力開発短期大学校）。

概ね居住地付近の書店に最新版が入荷されている。バックナンバーについては各都道府県の大手の図書館に所蔵されているが、発行が古いものとなると館外帯出ができないものも多い。大阪市立中央図書館では1996年度版（1995年度発行）が貸し出しができるもので最古の書となっている。
本書は、当時存在または学生募集を行っていた短期大学を知るのに重要な手掛かりの一つともなっている。1990年代半ばにおいてはまだ受験人口が多かったこともあり短期大学の数も多く、トータルで700ページ以上に及ぶこともあったが、近年は少子高齢化による受験人口の減少や大学への改組化により短期大学の数自体も大幅に減少傾向にあるためか以前よりもページ数が少なくなっており、関連図書である『全国大学受験案内』が比較的非常に分厚い図書となっている。